# Ledouxia alluaudi
Ledouxia alluaudi là một loài nhện trong họ Thomisidae. Chúng được Eugène Simon miêu tả năm 1898, thường xuất hiện ở Mauritius và Réunion.